# Kebondalem (Bejen)
Kebondalem is een bestuurslaag in het regentschap Temanggung van de provincie Midden-Java, Indonesië. Kebondalem telt 928 inwoners (volkstelling 2010).